# Morti nel 1315
| Questa pagina contiene informazioni ricavate automaticamente dalle voci biografiche con l'ausilio del template Bio e di un bot. L'aggiornamento è periodico e automatico e ricostruisce completamente la pagina. Se manca una persona in questa lista, sei pregato di non aggiungerla, ma accertati piuttosto che la sua voce biografica contenga il template Bio e che i dati anagrafici siano correttamente compilati. Se il template Bio manca, inseriscilo tu stesso o, in alternativa, metti l'avviso {{tmp\|Bio}} che ne segnala la mancanza. Se i dati riportati sono sbagliati, correggi direttamente la voce biografica; le modifiche saranno visibili in questa lista entro pochi giorni. Per chiarimenti vedi il progetto biografie. La lista contiene solo le 22 persone che sono citate nell'enciclopedia e per le quali è stato implementato correttamente il template Bio. Pagina aggiornata al 10 ago 2025. |

- 13 gennaio - Ottobuono di Razzi, patriarca cattolico italiano
- 3 aprile - Jacopo Bertaldo, giurista e vescovo cattolico italiano
- 8 aprile - Moroello Malaspina, condottiero e militare italiano
- 9 aprile - Ubaldo Adimari, religioso italiano
- 30 aprile - Enguerrand de Marigny, giurista francese (n. 1260)
- 1º maggio - Margherita di Brandeburgo, nobildonna tedesca
- 9 maggio - Ugo V di Borgogna, re (n. 1294)
- 10 giugno - Arrigo da Bolzano, beato italiano
- 12 agosto - Guy de Beauchamp, X conte di Warwick, nobile britannico
- 29 agosto - Carlo d'Angiò, generale italiano
- 29 agosto - Pietro d'Angiò, militare francese (n. 1292)
- 31 agosto - Andrea Dotti, presbitero italiano (n. 1256)
- 13 dicembre - Gastone I di Foix-Béarn, condottiero francese
- Margherita di Borgogna, regina (n. 1290)
- Foucaud du Merle, militare francese
- Giacchinotto de' Pazzi, politico italiano
- Guglielmo di Saint-Pathus, religioso francese (n. 1250)
- Tommaso di Sutton, teologo britannico (n. 1230)
- Scarpetta Ordelaffi, nobile
- Violante di Saluzzo, nobildonna italiana (n. 1270)
- Margherita di Villehardouin, nobildonna bizantina (n. 1266)
- Neil Campbell, nobile e cavaliere medievale scozzese (n. 1258)